# Rečni ekosistem
Rečni ekosistem je ekosistem reke, v smislu skupka biotskih interakcij med v reki živečimi rastlinami, živalmi in mikroorganizmi z abiotskimi (fizičnimi in kemičnimi) dejavniki.
Rečni ekosistem je prvovrstni zgled lotičnega ekosistema. Pridevnik »lotični« pomeni tekočo vodo, iz latinščine lotus, oprano. Lotične vode segajo od izvirov le nekaj centimetrov široko  v večjih rekah v širino.  Večina tega članka se nanaša na lotični ekosistem na splošno, vključuje pa tudi  podobne lotične sisteme kot so potoki in izviri. Lotični ekosistem lahko primerjamo z lentičnim ekosistemom, ki vključuje sorazmerno še kopenske vode, kot so jezera in ribniki. Skupaj ti dve področji tvorita splošno raziskovalno področje sladke vode in vodne ekologije.
Naslednje poenotenje značilnosti naredi ekologijo tekočih voda edinstveno od drugih vodnih habitatov.
- Pretok je enosmeren.
- Tu je stanje stalnih fizičnih sprememb.
- Obstaja visoka stopnja prostorske in časovne raznolikosti na vseh ravneh (mikrohabitati).
- Variabilnost med lotičnimi sistemi je dokaj visoka.
- Organizmi so sposobni preživeti v pretočnih razmerah.

## Abiotski dejavniki

### Pretok
V lotičnih sistemih je pretok vode ključni faktor, ki vpliva na njihovo ekologijo. Moč pretoka vode  se lahko spreminja od sistemov, ki segajo od hudourniških brzic do počasnih rek, tako skoraj izgleda kot lentični sistem. Hitrost pretoka vode se lahko spreminja tudi znotraj sistema in je odvisna od kaotične turbulence. Ta turbulenca povzroči razlike v spremembi toka od srednjega vektorja padanja, kar je značilno za  vrtinčaste tokove. Povprečna stopnja pretoka vektorja temelji na spremenljivosti trenja z dnom ali rečnimi strugami, vijugavosti, ovirami in gradient naklonu. Poleg tega je količina vnosa vode v sistem neposredno iz padavin, taljenja snega in/ali podzemne vode, ki lahko vpliva na pretok. Tekoča voda lahko spremeni obliko struge zaradi erozije in odlaganja, ki ustvarja različne habitate, vključno s slapovi, rečnimi bazeni .

### Svetloba
Svetloba je pomembna za lotične sisteme, ker zagotavlja potrebno energijo za pogon primarne proizvodnje prek fotosinteze, prav tako lahko zagotavlja zatočišče za plenjene vrste v sencah, ki jih meče. Količina svetlobe, ki jo sistem prejme, je mogoče povezati s kombinacijo notranjih in zunanjih spremenljivk toka.  Okolica, ki obdaja majhen tok bi lahko na primer bila v senci okoliških gozdov ali sten doline. Večji rečni sistemi so po navadi široki, tako da so  vplivi zunanjih spremenljivk minimalni in sonce lahko doseže površino. Te reke so po navadi bolj turbulentne , vendar se delci v vodi slabše vidijo, ko se globina povečuje. Sezonski in dnevni dejavniki lahko prav tako igrajo vlogo pri dobavljivosti svetlobe zaradi vpadnega kota, kota, pri katerem svetloba zadane vodo in vodi v svetlobo, ki izgubi odsev. Znano kot Beer's Law,  bolj je plitek kot, več svetlobe odseva in količina sončnega sevanja upada logaritmično z globino. Dodatni vplivi , ki vplivajo na  razpoložljivost  svetlobe so  oblačnost, nadmorska višina in geografski položaj (Brown 1987).

### Temperatura
Večina lotičnih vrst je poikilotermičnih in katerih notranja temperatura se razlikuje od okolja, tako je temperatura zanje ključni abiotični faktor. Voda se lahko segreva ali ohlaja skozi sevanje na površini  in prevaja v ali iz zraka in okoliške podlage.  Plitvi potoki so običajno dobro premešani in ohranjajo relativno enotno temperaturo na območju.V globljih in počasi premikajočih se vodnih sistemih, se lahko razvije močnejša razlika med dnom in površino. Sistemi, ki se napajajo spomladi iz podzemnih virov in imajo malo razlik, so pogosto zelo blizu okoljski temperaturi. Mnogi sistemi kažejo močna dnevna nihanja in sezonske razlike so najbolj skrajne v arktičnih, puščavskih in zmernih sistemih. Količina sence, podnebja in nadmorske višine lahko tudi vpliva na temperaturo v lotičnih sistemih.

### Kemija
Vodna kemija med sistemi se  izredno razlikuje.  Kemija je predvsem določena z vnosi njene geologije razvodja ali povodja, nanjo pa lahko vplivajo  tudi padavine in onesnaževanje ljudi.  Velike razlike v kemiji običajno ne obstajajo v majhnih lotičnih sistemih zaradi visoke stopnje mešanja.  V večjih rečnih sistemih se koncentracije večine hranil, raztopljenih soli in pH zmanjšujejo, bolj kot  narašča  razdalja od rečnega izvira.
Kisik je verjetno najbolj pomembna kemična sestavina v lotičnih sistemih, saj ga vsi aerobni organizmi potrebujejo za preživetje. V vodo vstopi po navadi skozi difuzijo med vodo in zrakom.  Topnost kisika se v vodi zmanjšuje, medtem ko temperatura narašča. Pri hitrih, turbulentnih tokovih je več vodne površine izpostavljene zraku in imajo po navadi nižje temperature in tako več kisika kot počasne reke, mrtvice.  Kisik je stranski proizvod fotosinteze, zato imajo lahko  sistemi z visoko številčnimi vodnimi algami in rastlinami visoke koncentracije kisika čez dan. Te vrednosti se lahko bistveno zmanjšajo čez noč, ko primarni proizvajalci  preklopijo na dihanje. Kisik je lahko omejen, če je pretok med površino in globljimi plastmi šibkejši, če je aktivnost med lotičnimi živalmi visoka ali če se tam pojavi večja količina ekološkega razpada.

### Podlaga
Anorganska podlaga lotičnih sistemov je setavljena iz geološko prisotnih snovi v povodju, ki jih erodira,  prenaša, razvrsti in odloži tok.  Anorganske podlage so razdeljene po velikosti na Wentworthovi lestvici, ki sega od skal do proda,  peska, mivke in  mulja.  Značilno je, da  velikost delcev zmanjšuje spodnji tok z večjimi skalami in kamni v bolj goratih območjih in nižinskih rekah s peščenim dnom. To je zato, ker višje klančine gorskih potokov omogočajo hitrejši pretok in premikajo manjše podlage za nanašanje  dalje po spodnjem toku. Podlaga je lahko tudi organska in lahko vključuje fine delce, jesensko listje, potopljen les, mah in bolj razvite rastline. Odlagane snovi na podlagi niso nujno tam za vedno, saj so lahko predmet velikih sprememb v času poplav.

## Živi organizmi

### Bakterija
Bakterija je v lotičnih organizmih prisotna v velikem številu. Prosto živeče oblike so povezane z razpadanjem organskih snovi, biofilma na površinah kamnin in vegetacije, ki leži med delci, ki sestavljajo podlago in je prekinjena v vodnem stolpu. Tudi druge oblike so povezane z drobovjem lotičnih organizmov, kot so paraziti ali v komenzalnih razmerjih. Bakterija igra veliko vlogo v recikliranju energije, kar se bo razpravljalo v poglavju o Trofičnih odnosih.

### Osnovni proizvajalci
Alge, ki so sestavljene iz fitoplanktona in perifitona, so najbolj pomembni viri primarne proizvodnje v večini tokov in rek. Fitoplankton plava prosto v vodni stolp  in tako ne more ohraniti populacije v hitro tekočih tokovih. Lahko pa razvijejo obsežno populacijo v počasi premikajočih rekah in mrtvicah.
Perifiton so običajno nitaste in čopaste alge, ki se lahko pritrdijo na predmete, da jih ne odnese s hitrim tokom. V krajih, kjer so pretoki zanemarljivi oziroma jih ni, lahko perifiton tvori želatinasto plavajočo preprogo.
Rastline kažejo omejene prilagoditve na hitri tok in so najbolj uspešne v znižanih tokovih. Več primitivnih rastlin, kot so mahovi, se pritrdijo na trdne predmete. To se običajno pojavi v hladnejših povirjih, kjer večinoma skalnata podlaga ponuja pritrdilna mesta. Nekatere rastline prosto plavajo na površini reke v gostih preprogah kot so vodolečevke ali vodna hiacinta. Ostale so ukoreninjene in jih lahko obravnavamo kot potopljene ali porajajoče. Ukoreninjene rastline se po navadi pojavijo v območju upočasnjenega toka, kjer se nahajajo drobnozrnata tla(Brown 1987). Te ukoreninjene rastline so prilagodljive, s podaljšanimi listi, ki ponujajo minimalno odpornost proti toku.
Življenje v tekoči vodi  je lahko koristno za rastline in alge, ker je tok po navadi dobro gaziran in zagotavlja nenehno zalogo hranil. Ti organizmi so omejeni s tokom, svetlobo, vodno kemijo, podlago in tlakom.  Alge in rastline so pomembne za lotične sisteme kot viri energije za  oblikovanje mikrohabitatov, ki nudijo zaščito ostali fauni pred plenilci in tokom, in kot vir hrane (Brown 1987).